# Buramsan
Buramsan là núi ở Hàn Quốc. Nó nằm trên ranh giới giữa quận Nowon-gu ở Seoul, và thành phố Namyangju, trong tỉnh Gyeonggi-do. Nó cao 507 m (1.663 ft). Nó có một sân bay trực thăng ở đỉnh thứ hai (420 m (1.378 ft)).